# Helius (Helius) bitergatus
Helius (Helius) bitergatus is een tweevleugelige uit de familie steltmuggen (Limoniidae). De soort komt voor in het Neotropisch gebied.